# Dennery River
Der Dennery River ist ein Fluss im Quarter Dennery auf der Karibikinsel St. Lucia.

## Geographie
Der Fluss entspringt in etwa 140 m Höhe im Zentrum der Insel, in den Tälern des Morne Panache. Er fließt zunächst in südöstlicher Richtung, biegt aber nach etwa einem Kilometer nach Nordosten, wo nach kurzer Strecke bei Errard ein Zufluss die Sault Falls bildet. In einem großen Bogen verläuft der Dennery dann weiter nach Nordosten, wo er den Castries-Vieux Fort Highway unterquert, südlich vom Ort Dennery entlangfließt und in der Dennery Bay ins Karibische Meer mündet. 
Der Ort Dennery ist teilweise auf der Flutebene des Flusses errichtet, wodurch es in der Vergangenheit häufiger zu Überschwemmungen gekommen ist. 2012 gab es auch eine Warnung, da das Wasser des Flusses durch Bakterien verseucht war.